# Ferrovia Viterbo-Attigliano
La ferrovia Viterbo-Attigliano è una linea ferroviaria locale del Lazio, che collega la Provincia di Viterbo al nodo ferroviario di Attigliano-Bomarzo (situato in Umbria).

## Storia
La nascita della ferrovia ha una cronistoria abbastanza lunga e sofferta; nonostante le richieste delle popolazioni dell'area viterbese risalissero al tempo della costruzione della tratta Roma–Orte della ferrovia Roma-Ancona, venne costruita molto tardi rispetto alle aspettative e venne subordinata alle lunghe vicissitudini del collegamento tra Roma e Firenze inaugurato, via Terontola, nel dicembre del 1866 con l'allaccio alla Roma–Ancona nella stazione di Foligno. Il trasferimento nel 1870 della capitale d'Italia a Roma portò a studiare una variante di tracciato per abbreviare il percorso e il 15 novembre 1875 venne realizzato il nuovo tratto Chiusi–Terontola; ciò riaccese le richieste dei viterbesi che nel 1879 finalmente presentarono il progetto di una ferrovia, lunga 40 km, inserito nella tabella C della Legge 29 luglio 1879, n. 5002, detta anche legge Baccarini, promulgata nello stesso anno; questo prevedeva l'itinerario da Viterbo via Montefiascone fino ad Attigliano, punto di scambio con la nuova via breve tra Roma e Firenze. I lavori di costruzione terminarono a metà del 1886 e la linea fu aperta il 16 agosto. La linea tuttavia perse il traffico diretto, rimanendo come collegamento locale per l'area nord del viterbese, in seguito all'apertura della nuova e più breve linea per Roma, via Capranica, poco meno di un decennio dopo. Il servizio venne previsto a vapore sia per i merci che per i viaggiatori; nella seconda metà degli anni trenta quello viaggiatori trasse vantaggio in termini di percorrenza dall'arrivo delle automotrici ALn 56. Nel secondo dopoguerra il traffico merci sulla linea si è ridotto e, in seguito, negli anni ottanta scomparso del tutto. La linea è sopravvissuta alla politica dei tagli degli ultimi decenni solo in virtù del traffico pendolare. L'elettrificazione nel 1983, e l'istituzione nel decennio successivo di relazioni dirette tra le stazioni di Viterbo Porta Fiorentina e Roma Termini (via Direttissima), con percorrenza di 100 minuti, hanno ridato respiro al traffico sulla linea.

## Caratteristiche
| Continuation backward |

| Unknown route-map component "dKBHFa" | Station on track | Unknown route-map component "d" |

| Unknown route-map component "dCONTgq" | Unknown route-map component "excdSTRq" + Unknown route-map component "cdSTRr" | Unknown route-map component "ecdABZgr" | Unknown route-map component "+c" |

| Enter and exit short tunnel |

| Station on track |

| Unknown route-map component "eHST" |

| Station on track |

| Enter and exit short tunnel |

| Stop on track |

| Enter and exit short tunnel |

| Unknown route-map component "dCONTgq" | Unknown route-map component "KRZo" | Unknown route-map component "dCONTfq" |

| Station on track |

| Unknown route-map component "SKRZ-Ao" |

| Unknown route-map component "hKRZWae" |

| Unknown route-map component "STR+GRZq" |

|  | Unknown route-map component "ABZg+l" | Unknown route-map component "CONTfq" |

| Station on track |

| Unknown route-map component "CONTgq" | One way rightward |  |

La linea, lunga complessivamente 39 km, è una ferrovia a binario semplice elettrificato a 3000 volt in corrente continua e a scartamento ordinario. Il gestore RFI la qualifica come "linea complementare".
Sulla ferrovia sono presenti 3 brevi gallerie e una sola opera più impegnativa, il ponte sul Tevere.
L’intera tratta è attrezzata con SCMT e blocco elettrico conta-assi (BCA).
La linea è esercita con Dirigente Centrale Operativo la cui sede è a Roma Termini con competenza fino alla stazione di Attigliano. Tuttavia quasi tutte le corse ordinarie dei treni non sono limitate a Attigliano, ma prolungate fino a Orte, e viceversa.

## Traffico
La linea ha visto l'uso di locomotive a vapore dei gruppi 625 e 740 del deposito di Roma Trastevere, (anche di locotender delle Ferrovie dello Stato), con carrozze; dalla metà degli anni trenta sono state usate automotrici di vari gruppi, nel dopoguerra di ALn 772 e dagli anni settanta anche di ALn 773 e ALn 668 sia del deposito di Roma San Lorenzo (ALn 668.1400) che del deposito di Siena.
Dopo l'elettrificazione le relazioni viaggiatori sono state espletate dalle ALe 801; in seguito sono state utilizzate composizioni ordinarie e bloccate composte da una E.464 con 5 carrozze medie distanze (o convogli Vivalto) e, con la loro successiva introduzione, da ETR.425. Durante il 2022, successivamente al trasferimento di TAF (Ale 426/506) nel Lazio da altre regioni, la linea vede quest'ultimi come materiale ferroviario in servizio.